# Diocesi di Plotinopoli
La diocesi di Plotinopoli (in latino: Dioecesis Plotinopolitana) è una sede soppressa del patriarcato di Costantinopoli e una sede titolare della Chiesa cattolica.

## Storia
Plotinopoli, identificata oggi con la città di Didymoteicho in Grecia, fu una sede vescovile della provincia romana dell'Emimonto nella diocesi civile di Tracia. Faceva parte del patriarcato di Costantinopoli ed era suffraganea dell'arcidiocesi di Adrianopoli.
Sono solo due i vescovi documentati di questa antica sede vescovile. Nel 434 il vescovo Proclo fu trasferito da Cizico al patriarcato di Costantinopoli; questo trasferimento suscitò le critiche di coloro che lo ritenevano contrario alle norme canoniche. Lo storico Socrate Scolastico, nella sua Historia ecclesiastica, difese la legittimità di quest'atto riportando una serie di precedenti, tra cui quello di Ierofilo che venne trasferito da Trapezopoli in Frigia a Plotinopoli. È impossibile stabilire il periodo in cui sarebbe avvenuto questo cambiamento di sede. Al secondo concilio di Nicea nel 787 prese parte il vescovo Giorgio.
La diocesi è documentata nelle Notitiae Episcopatuum del patriarcato di Costantinopoli fino alla prima metà del IX secolo. L'antica città di Plotinopoli prese in seguito il nome di Didymoteicho, nome con il quale appare nelle Notitiae a partire dal X secolo; questa sede fu elevata al rango di arcidiocesi autocefala nel XII secolo e di metropolia dopo il 1261. Ancora oggi, con il nome di "metropolia di Didymoteicho, Orestiada e Soufli", è una sede del patriarcato di Costantinopoli, affidata pastoralmente alla Chiesa di Grecia.
Dal 1933 Plotinopoli è annoverata tra le sedi vescovili titolari della Chiesa cattolica; la sede è vacante dal 20 aprile 1993. Il suo unico titolare è stato finora Pavlo Vasylyk, vescovo ausiliare di Stanislaviv.

## Cronotassi

### Vescovi greci
- Ierofilo † (prima del 434)
- Giorgio † (menzionato nel 787)

### Vescovi titolari
- Pavlo Vasylyk † (16 gennaio 1991 - 20 aprile 1993 nominato eparca di Kolomyja-Černivci)